# Marc Cartes i Ivern
Marc Cartes i Ivern (Andorra la Vella, 12 de setembre de 1970) és un actor de cinema, teatre i televisió andorrà.
Entre 1980 i 1987 va formar part de la companyia teatral Els Emprius. Va iniciar la seva carrera artística amb la participació en la pel·lícula No et tallis ni un pèl (1992), i començà a ser conegut entre el públic català arran dels papers de protagonista a diverses sèries de Televisió de Catalunya.
Els seus principals papers han estat els de Salvador Borés, a la sèrie Laberint d'ombres, i el de Julià, el veterinari de Ventdelplà.
El 1987 va rebre el premi al millor actor secundari en el Festival de Teatre Amateur de Sitges.
Tanmateix, va participar a Plats bruts. Interpretant Àngel Fontanilles i Cruïlla, cap de la policia urbana, conegut com l’urbanu.
També ha fet el paper de Moreno a la sèrie de TV3 KMM (Kubala, Moreno i Manchón).
Des del setembre de l'any 2017 treballa a la nova telenovel·la de TV3: Com si fos ahir.

## Treballs

### Teatre[1]
- L'hotel dels gemecs, amb Els Emprius
- Diumenge, dirigida per Teresa Vilardell
- Nit de nits (1989), amb Comediants
- Estimat Bruce Springsteen, de Teresa Vilardell
- El cas de la torxa olímpica, amb la companyia de teatre infantil La Trepa
- Aladí i la llàntia meravellosa, amb La Trepa
- El cercle de guix, amb La Trepa
- Fum, fum, fum, dirigida per Josep Maria Mestres
- El mercader de Venècia, dirigida per Sergi Belbel
- L'estiueig, de Carlo Goldoni, dirigida per Sergi Belbel[3]
- L'hostalera, text de Carlo Goldoni i direcció de Sergi Belbel[4]

### Televisió
- Poblenou (1994)
- Oh! Europa (1994)
- Pedralbes Centre (1995)
- Rosa, punt i a part (2 episodis, 1996)
- Oh! Espanya (1996)
- Le grand Batre (1997), telefilm de Laurent Carcélès
- Laberint d'ombres (1998)
- Carles, príncep de Viana (2001), telefilm de Sílvia Quer
- Temps de Silenci (2001)
- Plats bruts (4 episodis, 1999)
- Majoria absoluta (3 episodis, 2002)
- La dona de gel (2003), telefilm de Lydia Zimmermann
- El cor de la ciutat (1 episodi, 2000)
- De moda (2004)
- Ventdelplà (2005-2010)
- La forastera (2007), telefilm de José Pinheiro
- La marinera (2008), telefilm d'Antón Dobao
- 700 euros (2008)
- Botons (2010), videoclip de Beth
- Kubala, Moreno i Manchón (2011-2012)
- 1714. El preu de la llibertat (2014)[5]
- Cites (2015)
- Com si fos ahir (2017- actualitat)

### Cinema
- No et tallis ni un pèl (1992), de Francesc Casanova
- Amor idiota (2004), de Ventura Pons
- Animals ferits (2006), de Ventura Pons
- A la deriva (2009), de Ventura Pons
- Ens veiem demà (2009), dirigit per Xavier Berraondo